# 伊诺弗罗茨瓦夫
伊诺弗罗茨瓦夫（發音：[inɔˈvrɔtswaf] ⓘ）是波兰库亚维-波美拉尼亚省的一个城市。舊稱霍恩薩爾札（德語：Hohensalza）。